# Nossa Senhora das Misericórdias
Nossa Senhora das Misericordias è una freguesia nel comune di Ourém in Portogallo. Ha un'area di 42,35 km² e 5 077 abitanti, 123 per km².

## Monumenti e luoghi d'interesse
- Castelo de Ourém o Paço dos Condes de Ourém
- Antiga Vila de Ourém
- Pelourinho de Ourém
- Igreja Matriz de Ourém
- Capela de Vilar dos Prazeres